# Sharlene Taulé
Sharlene Taulé Ponciano (Santo Domingo, 11 maggio 1989) è una cantante e attrice dominicana naturalizzata statunitense.

## Biografia
Studia canto e recitazione, quest'ultima presso il Lee Strasberg Theatre and Film Institute a New York. La sua carriera inizia nel 2005 con Los locos también piensan. Poi prende parte anche ad altri film e telefilm. Ha vinto il Premio Casandra come miglior attrice di cinema. Ha partecipato ad alcune opere teatrali, tra cui Evita, Hairspray e Cenerentola.
Nel 2011 partecipa alla telenovela Grachi, dando la voce anche in alcune canzoni. Da novembre 2012 interpreta Camila Barrera nella telenovela Pasión prohibida di Telemundo, per la quale ha inciso, a marzo 2013, la canzone Vives en mi con la collaborazione di Mauricio Hénao.
Nel 2014 debutta come cantante solista con la canzone Mal de Amor. A maggio 2015 pubblica il singolo Aquí nadie toca in collaborazione con il cantante dominicano Mozart la Para.

### Vita privata
Il 2 novembre 2013 si sposa con il direttore cinematografico Daniel Duran.

## Filmografia

### Cinema
- Los locos también piensan, regia di Humberto Castellanos (2005)
- La fiesta del chivo, regia di Luis Llosa (2005)
- Viajeros, regia di Carlos Bidó (2006)
- La tragedia llenas: Un código 666, regia di Elias Acosta (2006)
- Yuniol, regia di Alfonso Rodríguez (2007)
- Hispaniola, regia di Freddy Vargas - cortometraggio (2007)
- La soga, regia di Josh Crook (2009)
- Trópico de sangre, regia di Juan Delancer (2010)
- Jaque Mate, regia di José María Cabral (2010)
- Bravetown, regia di Daniel Duran (2015)

### Televisione
- Squadra speciale Lipsia (SOKO Leipzig) – serie TV, episodi 6x19-8x02-8x03 (2006-2008)
- Trópico – serial TV (2007)
- Grachi – serial TV, 149 episodi (2011-2013)
- Pasión prohibida – serial TV (2013)
- Star – serie TV (2016)

## Discografia

### Album in studio
- 2014 – Sharlene
- 2020 – Viaje

### Colonne sonore
- 2011 – Grachi - La vida es maravillosamente mágica
- 2012 – Grachi - La vida es maravillosamente mágica Volumen 2

## Teatro
- Grachi - El show en vivo (2012)

## Doppiatrici italiane
Nelle versioni in italiano dei suoi film, Sharlene Taulé è stata doppiata da:
- Barbara Pitotti in Grachi[9]
- Emanuela Damasio in Pasión prohibida[10]